# Ethiopische kuiftrap
De Ethiopische kuiftrap (Lophotis gindiana synoniem:Eupodotis gindiana) is een vogel uit de familie van de trappen (Otididae). De vogel komt voor binnen een beperkt gebied in Oost-Afrika.

## Kenmerken
De vogel is gemiddeld 50 cm lang en weegt 675 tot 900 g. De vogel lijkt sterk op de andere twee soorten kuiftrappen. Opvallend bij deze soort is de zwarte keelstreep die doorloopt tot op de buik; verder heeft de vogel meer wit op de flanken en is hij van boven donkerder. Het vrouwtje is niet zo blauwgrijs op de nek en de kop, maar bruin.

## Verspreiding en leefgebied
Deze soort komt voor van Ethiopië en Somalië tot noordelijk Tanzania. Het leefgebied bestaat uit terreinen met struikgewas en de vogel komt ook voor op hoogvlakten tot 1800 m boven de zeespiegel.

## Status
De grootte van de wereldpopulatie is niet gekwantificeerd. Men veronderstelt dat de soort algemeen voorkomt, behalve in Soedan, daar is de vogel schaars. De aantallen zijn stabiel. Om deze redenen staat de Ethiopische kuiftrap als niet bedreigd op de Rode Lijst van de IUCN.